# NHL 2009/10
Die Saison 2009/10 der National Hockey League war die 92. ausgespielte Saison der nordamerikanischen Eishockeyprofiliga. Die reguläre Saison begann am 1. Oktober 2009 mit jeweils zwei Auftaktpartien zwischen den Detroit Red Wings und den St. Louis Blues in Stockholm sowie den Chicago Blackhawks und den Florida Panthers in Helsinki. Nach Abschluss der regulären Saison, die bis zum 12. April 2010 ausgetragen wurde, begannen die Playoffs um den prestigeträchtigen Stanley Cup.
Neben dem erneuten Saisonauftakt in Europa wurde am 1. Januar 2010 das vierte Freiluftspiel in der Geschichte der Liga ausgetragen, hier trafen die Boston Bruins im Fenway Park auf die Philadelphia Flyers. Das traditionelle NHL All-Star Game fiel aufgrund der Olympischen Winterspiele im kanadischen Vancouver aus.

## Voraussetzungen

### Erhöhung des Salary Caps
Am 26. Juni 2009 verkündete die National Hockey League, dass der Salary Cap, die durch die Liga festgesetzte Gehaltsobergrenze für Spieler, zum fünften Mal in Folge erhöht wurde. Der Maximallohn wurde für die Saison 2009/10 auf Basis des NHL Collective Bargaining Agreements auf 56.800.000 US-Dollar pro Team erhöht. Dies bedeutet einen leichten Anstieg um 100.000 US-Dollar gegenüber dem Vorjahr. Der Mindestlohn pro Team liegt bei 40,8 Millionen US-Dollar.

## Entry Draft
- Hauptartikel: NHL Entry Draft 2009

Der 47. NHL Entry Draft fand am 26. und 27. Juni 2009 im Centre Bell in Montréal, Québec, Kanada statt. Die Wahl der ersten Runde des Entry Draft wurde am ersten Tag durchgeführt, die restlichen Runden wurden am zweiten Tag gewählt. Die Auswahlreihenfolge der 14 Teams, die sich nicht für die Playoffs in der Vorsaison qualifizierten, wurde bei einer Lotterie am 14. April 2008 festgelegt, die die New York Islanders gewannen und ihren ersten Platz als schlechtestes Team der vergangenen Spielzeit behielten.
An erster Position wählten die New York Islanders den kanadischen Stürmer John Tavares aus. Auf den Plätzen zwei bis fünf folgten drei Stürmer und ein Verteidiger, darunter auf Rang zwei der Schwede Victor Hedman, der von der Tampa Bay Lightning ausgewählt wurde. Unter den zehn zuerst gedrafteten Spielern befanden sich sieben Kanadier und drei Schweden. Der beste US-Amerikaner war mit Rang 16 Nick Leddy, der von den Minnesota Wild ausgewählt wurde.
Insgesamt sicherten sich die 30 Franchises die Rechte an 211 Spielern. Als einziger Deutscher wurde Dominik Bielke von den Eisbären Berlin in der siebten Runde an 207. Stelle von den San Jose Sharks gedraftet.

### Top-5-Picks
| #  | Spieler        | Nationalität | Pos | NHL Team            | College/Junior/Club Team              |
| -- | -------------- | ------------ | --- | ------------------- | ------------------------------------- |
| 1. | John Tavares   | Kanada       | C   | New York Islanders  | London Knights (OHL)                  |
| 2. | Victor Hedman  | Schweden     | D   | Tampa Bay Lightning | MODO Hockey Örnsköldsvik (Elitserien) |
| 3. | Matt Duchene   | Kanada       | C   | Colorado Avalanche  | Brampton Battalion (OHL)              |
| 4. | Evander Kane   | Kanada       | D   | Atlanta Thrashers   | Vancouver Giants (WHL)                |
| 5. | Brayden Schenn | Kanada       | D   | Los Angeles Kings   | Brandon Wheat Kings (WHL)             |

## Reguläre Saison

### Eröffnung in Europa
Die reguläre Saison wurde am 2. und 3. Oktober 2009 mit jeweils zwei Auftaktpartien zwischen den Detroit Red Wings und den St. Louis Blues in der Globenarena in Stockholm, sowie den Chicago Blackhawks und den Florida Panthers in der Hartwall Areena in Helsinki eröffnet. Ursprünglich sollten sogar sechs Mannschaften die Saison in Europa beginnen, doch aufgrund von Unstimmigkeiten mit der Spielergewerkschaft mussten die beiden in Prag geplanten Spiele abgesagt werden.

### NHL Winter Classic 2010
- Hauptartikel: NHL Winter Classic 2010

Logo des NHL Winter Classic 2010

Nach dem Erfolg der vergangenen beiden Winter Classics verkündeten die Verantwortlichen der Liga, auch in dieser Spielzeit ein Winter Classic unter freiem Himmel veranstalten zu wollen. Die Partie zwischen den Boston Bruins und den Philadelphia Flyers wurde am 1. Januar 2010 im legendären Fenway Park in Boston ausgetragen, der sonst Spielstätte des Baseballclubs Boston Red Sox ist.
38.112 Zuschauer verfolgten das Spiel, bei dem die heimischen Bruins die Flyers mit 2:1 in der Overtime besiegten. Danny Syvret hatte die Flyers im zweiten Drittel in Führung gebracht. Mark Recchi sorgte zwei Minuten vor Spielende für den Ausgleich durch die Bruins, der Deutsche Marco Sturm erzielte in der zweiten Minute der Overtime den Siegtreffer für die Boston Bruins.

### NHL All-Star Game
Das nächste All-Star-Spiel wird aufgrund von Änderungen im Collective Bargaining Agreement und der Terminierung des olympischen Eishockeyturniers 2010 erst 2011 ausgetragen.

### Abschlusstabellen
Abkürzungen: GP = Spiele, W = Siege, L = Niederlagen, OTL = Niederlage nach Overtime bzw. Shootout, GF = Erzielte Tore, GA = Gegentore, Pts = Punkte

Erläuterungen: In Klammern befindet sich die Platzierung innerhalb der Conference;       = Playoff-Qualifikation,       = Division-Sieger,       = Conference-Sieger,       = Presidents’-Trophy-Gewinner

#### Eastern Conference
| Atlantic Division       | GP | W  | L  | OTL | GF  | GA  | Pts |
| ----------------------- | -- | -- | -- | --- | --- | --- | --- |
| New Jersey Devils (2)   | 82 | 48 | 27 | 7   | 222 | 191 | 103 |
| Pittsburgh Penguins (4) | 82 | 47 | 28 | 7   | 257 | 237 | 101 |
| Philadelphia Flyers (7) | 82 | 41 | 35 | 6   | 236 | 225 | 88  |
| New York Rangers (9)    | 82 | 38 | 33 | 11  | 222 | 218 | 87  |
| New York Islanders (13) | 82 | 34 | 37 | 11  | 222 | 264 | 79  |

| Northeast Division       | GP | W  | L  | OTL | GF  | GA  | Pts |
| ------------------------ | -- | -- | -- | --- | --- | --- | --- |
| Buffalo Sabres (3)       | 82 | 45 | 27 | 10  | 235 | 207 | 100 |
| Ottawa Senators (5)      | 82 | 44 | 32 | 6   | 225 | 238 | 94  |
| Boston Bruins (6)        | 82 | 39 | 30 | 13  | 206 | 200 | 91  |
| Montréal Canadiens (8)   | 82 | 39 | 33 | 10  | 217 | 223 | 88  |
| Toronto Maple Leafs (15) | 82 | 30 | 38 | 14  | 214 | 263 | 74  |

| Southeast Division       | GP | W  | L  | OTL | GF  | GA  | Pts |
| ------------------------ | -- | -- | -- | --- | --- | --- | --- |
| Washington Capitals (1)  | 82 | 54 | 15 | 13  | 318 | 233 | 121 |
| Atlanta Thrashers (10)   | 82 | 35 | 34 | 13  | 234 | 256 | 83  |
| Carolina Hurricanes (11) | 82 | 35 | 37 | 10  | 230 | 256 | 80  |
| Tampa Bay Lightning (12) | 82 | 34 | 36 | 12  | 217 | 260 | 80  |
| Florida Panthers (14)    | 82 | 32 | 37 | 13  | 208 | 244 | 77  |

#### Western Conference
| Central Division           | GP | W  | L  | OTL | GF  | GA  | Pts |
| -------------------------- | -- | -- | -- | --- | --- | --- | --- |
| Chicago Blackhawks (2)     | 82 | 52 | 22 | 8   | 271 | 209 | 112 |
| Detroit Red Wings (5)      | 82 | 44 | 24 | 14  | 229 | 216 | 102 |
| Nashville Predators (7)    | 82 | 47 | 29 | 6   | 225 | 225 | 100 |
| St. Louis Blues (9)        | 82 | 40 | 32 | 10  | 225 | 223 | 90  |
| Columbus Blue Jackets (14) | 82 | 32 | 35 | 15  | 216 | 259 | 79  |

| Northwest Division     | GP | W  | L  | OTL | GF  | GA  | Pts |
| ---------------------- | -- | -- | -- | --- | --- | --- | --- |
| Vancouver Canucks (3)  | 82 | 49 | 28 | 5   | 272 | 222 | 103 |
| Colorado Avalanche (8) | 82 | 43 | 30 | 9   | 244 | 233 | 95  |
| Calgary Flames (10)    | 82 | 40 | 32 | 10  | 204 | 210 | 90  |
| Minnesota Wild (13)    | 82 | 38 | 36 | 8   | 219 | 246 | 84  |
| Edmonton Oilers (15)   | 82 | 27 | 47 | 8   | 214 | 284 | 62  |

| Pacific Division      | GP | W  | L  | OTL | GF  | GA  | Pts |
| --------------------- | -- | -- | -- | --- | --- | --- | --- |
| San Jose Sharks (1)   | 82 | 51 | 20 | 11  | 264 | 215 | 113 |
| Phoenix Coyotes (4)   | 82 | 50 | 25 | 7   | 225 | 202 | 107 |
| Los Angeles Kings (6) | 82 | 46 | 27 | 9   | 241 | 219 | 101 |
| Anaheim Ducks (11)    | 82 | 39 | 32 | 11  | 238 | 251 | 89  |
| Dallas Stars (12)     | 82 | 37 | 31 | 14  | 237 | 254 | 88  |

### Beste Scorer
Mit 83 Vorlagen und 112 Punkten führte Henrik Sedin die Scorerlisten der NHL an. Beste Torschützen waren Sidney Crosby und Steven Stamkos mit jeweils 51 Treffern. In der Plus/Minus-Wertung führte Jeff Schultz mit einem Wert von + 50. Die meisten Powerplay-Tore erzielte Steven Stamkos, der 24 Mal in Überzahl traf. Alexander Owetschkin war mit 368 Schüssen der Spieler, der am häufigsten aufs Tor schoss. In Unterzahl waren es Marián Hossa und Alexandre Burrows, die mit jeweils fünf Toren am häufigsten trafen. 19,4 % der Schüsse von Andrew Brunette fanden den Weg ins Tor. Mit 265 Strafminuten war Zenon Konopka in dieser Saison der böse Bube. Mike Green war mit 19 Toren und 76 Punkten der erfolgreichste Verteidiger.
Abkürzungen: GP = Spiele, G = Tore, A = Assists, Pts = Punkte, +/− = Plus/Minus, PIM = Strafminuten; Fett: Saisonbestwert

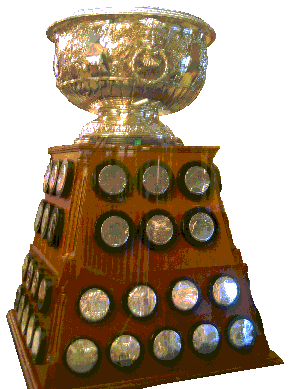
Die Art Ross Trophy für den punktbesten Spieler der regulären Saison

| Spieler              | Team       | GP | G  | A  | Pts | +/− | PIM |
| -------------------- | ---------- | -- | -- | -- | --- | --- | --- |
| Henrik Sedin         | Vancouver  | 82 | 29 | 83 | 112 | +35 | 48  |
| Sidney Crosby        | Pittsburgh | 81 | 51 | 58 | 109 | +15 | 71  |
| Alexander Owetschkin | Washington | 72 | 50 | 59 | 109 | +45 | 89  |
| Nicklas Bäckström    | Washington | 82 | 33 | 68 | 101 | +37 | 50  |
| Steven Stamkos       | Tampa Bay  | 82 | 51 | 44 | 95  | −2  | 38  |
| Martin St. Louis     | Tampa Bay  | 82 | 29 | 65 | 94  | −8  | 12  |
| Brad Richards        | Dallas     | 80 | 24 | 67 | 91  | −12 | 14  |
| Joe Thornton         | San Jose   | 79 | 20 | 69 | 89  | +17 | 54  |
| Patrick Kane         | Chicago    | 82 | 30 | 58 | 88  | +16 | 20  |
| Marián Gáborík       | NY Rangers | 76 | 42 | 44 | 86  | +15 | 37  |

### Beste Torhüter
Abkürzungen: GP = Spiele, TOI = Eiszeit (in Minuten), W = Siege, L = Niederlagen, OTL = Overtime/Shootout-Niederlagen, GA = Gegentore, SO = Shutouts, Sv% = gehaltene Schüsse (in %), GAA = Gegentorschnitt; Fett: Saisonbestwert
| Spieler        | Team       | GP | TOI     | W  | L  | OTL | GA  | SO | Sv%  | GAA  |
| -------------- | ---------- | -- | ------- | -- | -- | --- | --- | -- | ---- | ---- |
| Tuukka Rask    | Boston     | 45 | 2562:11 | 22 | 12 | 5   | 84  | 5  | .931 | 1.97 |
| Ryan Miller    | Buffalo    | 69 | 4047:10 | 41 | 18 | 8   | 150 | 5  | .929 | 2.22 |
| Martin Brodeur | New Jersey | 77 | 4499:01 | 45 | 25 | 6   | 168 | 9  | .916 | 2.24 |
| Antti Niemi    | Chicago    | 39 | 2190:28 | 26 | 7  | 4   | 82  | 7  | .912 | 2.25 |
| Jimmy Howard   | Detroit    | 63 | 3740:15 | 37 | 15 | 10  | 141 | 3  | .924 | 2.26 |

### Beste Rookiescorer
Mit 24 Toren und 55 Punkten führte Matt Duchene die Rookies als bester Scorer an. Bester Vorlagengeber war Tyler Myers mit 37 Assists. In der Plus/Minus-Wertung führte Cody Franson mit einem Wert von + 15. Die meisten Powerplay-Tore erzielte John Tavares, der elf Mal in Überzahl traf. Niclas Bergfors war mit 217 Schüssen der Spieler, der am häufigsten aufs Tor schoss. In Unterzahl war es Ryan O’Reilly, der mit zwei Toren am häufigsten traf. 13,3 % der Schüsse von Matt Duchene fanden den Weg ins Tor. Mit 117 Strafminuten war Paul Bissonnette in dieser Saison der böse Bube unter den Rookies. Tyler Myers war mit elf Toren und 48 Punkten der erfolgreichste Verteidiger.
Abkürzungen: GP = Spiele, G = Tore, A = Assists, Pts = Punkte, +/− = Plus/Minus, PIM = Strafminuten
| Spieler         | Team               | GP | G  | A  | Pts | +/− | PIM |
| --------------- | ------------------ | -- | -- | -- | --- | --- | --- |
| Matt Duchene    | Colorado           | 81 | 24 | 31 | 55  | +1  | 16  |
| John Tavares    | NY Islanders       | 82 | 24 | 30 | 54  | −15 | 22  |
| Tyler Myers     | Buffalo            | 82 | 11 | 37 | 48  | +13 | 32  |
| Niclas Bergfors | New Jersey/Atlanta | 81 | 21 | 23 | 44  | −10 | 10  |
| Jamie Benn      | Dallas             | 82 | 22 | 19 | 41  | −1  | 45  |

### Zuschauer
In der Saison 2009/10 besuchten durchschnittlich 17.070 Zuschauer die Spiele der NHL in der regulären Saison. Den besten Zuschauerschnitt hatten dabei wie im Vorjahr die Chicago Blackhawks mit 21.356 Besuchern, Schlusslicht waren die Phoenix Coyotes mit 11.989 Besuchern pro Heimspiel. Die Gesamtzuschauerzahl lag bei den mehr als 1.200 Spielen der regulären Saison bei knapp 21 Millionen.

## Stanley-Cup-Playoffs
|  | Conference-Viertelfinale                              | Conference-Viertelfinale | Conference-Viertelfinale |                    | Conference-Halbfinale | Conference-Halbfinale | Conference-Halbfinale |                     |                 | Conference-Finale | Conference-Finale | Conference-Finale |  |  | Stanley-Cup-Finale | Stanley-Cup-Finale | Stanley-Cup-Finale |
|  |                                                       |                          |                          |                    |                       |                       |                       |                     |                 |                   |                   |                   |  |  |                    |                    |                    |
|  | 1                                                     | Washington Capitals      | 3                        |                    | 4                     | Pittsburgh Penguins   | 3                     |                     |                 |                   |                   |                   |  |  |                    |                    |                    |
|  | 8                                                     | Canadiens de Montréal    | 4                        | 8                  | Canadiens de Montréal | 4                     |                       |                     |                 |                   |                   |                   |  |  |                    |                    |                    |
|  |                                                       |                          |                          |                    |                       |                       |                       |                     |                 |                   |                   |                   |  |  |                    |                    |                    |
|  | 2                                                     | New Jersey Devils        | 1                        | Eastern Conference | Eastern Conference    | Eastern Conference    |                       |                     |                 |                   |                   |                   |  |  |                    |                    |                    |
|  | 2                                                     | New Jersey Devils        | 1                        | Eastern Conference | Eastern Conference    | Eastern Conference    |                       |                     |                 |                   |                   |                   |  |  |                    |                    |                    |
|  | 7                                                     | Philadelphia Flyers      | 4                        |                    |                       |                       |                       |                     |                 |                   |                   |                   |  |  |                    |                    |                    |
|  | 7                                                     | Philadelphia Flyers      | 4                        | 8                  | Canadiens de Montréal | 1                     |                       |                     |                 |                   |                   |                   |  |  |                    |                    |                    |
|  |                                                       |                          |                          | 8                  | Canadiens de Montréal | 1                     |                       |                     |                 |                   |                   |                   |  |  |                    |                    |                    |
|  |                                                       | 7                        | Philadelphia Flyers      | 4                  |                       |                       |                       |                     |                 |                   |                   |                   |  |  |                    |                    |                    |
|  | 3                                                     | 7                        | Philadelphia Flyers      | 4                  | Buffalo Sabres        | 2                     |                       |                     |                 |                   |                   |                   |  |  |                    |                    |                    |
|  | 3                                                     |                          |                          |                    | Buffalo Sabres        | 2                     |                       |                     |                 |                   |                   |                   |  |  |                    |                    |                    |
|  | 6                                                     | Boston Bruins            | 4                        |                    |                       |                       |                       |                     |                 |                   |                   |                   |  |  |                    |                    |                    |
|  | 6                                                     | Boston Bruins            | 4                        |                    |                       |                       |                       |                     |                 |                   |                   |                   |  |  |                    |                    |                    |
|  |                                                       |                          |                          |                    |                       |                       |                       |                     |                 |                   |                   |                   |  |  |                    |                    |                    |
|  | 4                                                     | Pittsburgh Penguins      | 4                        | 6                  | Boston Bruins         | 3                     |                       |                     |                 |                   |                   |                   |  |  |                    |                    |                    |
|  | 4                                                     | Pittsburgh Penguins      | 4                        | 6                  | Boston Bruins         | 3                     |                       |                     |                 |                   |                   |                   |  |  |                    |                    |                    |
|  | 5                                                     | Ottawa Senators          | 2                        | 7                  | Philadelphia Flyers   | 4                     |                       |                     |                 |                   |                   |                   |  |  |                    |                    |                    |
|  | 5                                                     | Ottawa Senators          | 2                        | 7                  | Philadelphia Flyers   | 4                     | E7                    | Philadelphia Flyers | 2               |                   |                   |                   |  |  |                    |                    |                    |
|  | (Die Teams werden nach der ersten Runde neu gesetzt.) |                          |                          |                    |                       |                       | E7                    | Philadelphia Flyers | 2               |                   |                   |                   |  |  |                    |                    |                    |
|  |                                                       | W2                       | Chicago Blackhawks       | 4                  |                       |                       |                       |                     |                 |                   |                   |                   |  |  |                    |                    |                    |
|  | 1                                                     | W2                       | Chicago Blackhawks       | 4                  | San Jose Sharks       | 4                     |                       | 1                   | San Jose Sharks | 4                 |                   |                   |  |  |                    |                    |                    |
|  | 1                                                     |                          |                          |                    | San Jose Sharks       | 4                     |                       | 1                   | San Jose Sharks | 4                 |                   |                   |  |  |                    |                    |                    |
|  | 8                                                     | Colorado Avalanche       | 2                        | 5                  | Detroit Red Wings     | 1                     |                       |                     |                 |                   |                   |                   |  |  |                    |                    |                    |
|  | 8                                                     | Colorado Avalanche       | 2                        | 5                  | Detroit Red Wings     | 1                     |                       |                     |                 |                   |                   |                   |  |  |                    |                    |                    |
|  |                                                       |                          |                          |                    |                       |                       |                       |                     |                 |                   |                   |                   |  |  |                    |                    |                    |
|  | 2                                                     | Chicago Blackhawks       | 4                        |                    |                       |                       |                       |                     |                 |                   |                   |                   |  |  |                    |                    |                    |
|  | 2                                                     | Chicago Blackhawks       | 4                        |                    |                       |                       |                       |                     |                 |                   |                   |                   |  |  |                    |                    |                    |
|  | 7                                                     | Nashville Predators      | 2                        |                    |                       |                       |                       |                     |                 |                   |                   |                   |  |  |                    |                    |                    |
|  | 7                                                     | Nashville Predators      | 2                        | 1                  | San Jose Sharks       | 0                     |                       |                     |                 |                   |                   |                   |  |  |                    |                    |                    |
|  |                                                       |                          |                          | 1                  | San Jose Sharks       | 0                     |                       |                     |                 |                   |                   |                   |  |  |                    |                    |                    |
|  |                                                       | 2                        | Chicago Blackhawks       | 4                  |                       |                       |                       |                     |                 |                   |                   |                   |  |  |                    |                    |                    |
|  | 3                                                     | 2                        | Chicago Blackhawks       | 4                  | Vancouver Canucks     | 4                     |                       |                     |                 |                   |                   |                   |  |  |                    |                    |                    |
|  | 3                                                     |                          |                          |                    | Vancouver Canucks     | 4                     |                       |                     |                 |                   |                   |                   |  |  |                    |                    |                    |
|  | 6                                                     | Los Angeles Kings        | 2                        | Western Conference | Western Conference    | Western Conference    |                       |                     |                 |                   |                   |                   |  |  |                    |                    |                    |
|  | 6                                                     | Los Angeles Kings        | 2                        | Western Conference | Western Conference    | Western Conference    |                       |                     |                 |                   |                   |                   |  |  |                    |                    |                    |
|  |                                                       |                          |                          |                    |                       |                       |                       |                     |                 |                   |                   |                   |  |  |                    |                    |                    |
|  | 4                                                     | Phoenix Coyotes          | 3                        | 2                  | Chicago Blackhawks    | 4                     |                       |                     |                 |                   |                   |                   |  |  |                    |                    |                    |
|  | 5                                                     | Detroit Red Wings        | 4                        | 3                  | Vancouver Canucks     | 2                     |                       |                     |                 |                   |                   |                   |  |  |                    |                    |                    |

## NHL Awards und vergebene Trophäen
- Hauptartikel: NHL Awards 2010

| Auszeichnung                          | Spieler                   | Team                |
| ------------------------------------- | ------------------------- | ------------------- |
| Art Ross Trophy                       | Henrik Sedin              | Vancouver Canucks   |
| Bill Masterton Memorial Trophy        | José Théodore             | Washington Capitals |
| Calder Memorial Trophy                | Tyler Myers               | Buffalo Sabres      |
| Conn Smythe Trophy                    | Jonathan Toews            | Chicago Blackhawks  |
| Frank J. Selke Trophy                 | Pawel Dazjuk              | Detroit Red Wings   |
| Hart Memorial Trophy                  | Henrik Sedin              | Vancouver Canucks   |
| Jack Adams Award                      | Dave Tippett              | Phoenix Coyotes     |
| James Norris Memorial Trophy          | Duncan Keith              | Chicago Blackhawks  |
| King Clancy Memorial Trophy           | Shane Doan                | Phoenix Coyotes     |
| Lady Byng Memorial Trophy             | Martin St. Louis          | Tampa Bay Lightning |
| Lester Patrick Trophy                 | David Andrews             |                     |
| Lester Patrick Trophy                 | Cam Neely                 |                     |
| Lester Patrick Trophy                 | Jack Parker               |                     |
| Lester Patrick Trophy                 | Jerry York                |                     |
| Mark Messier Leadership Award         | Sidney Crosby             | Pittsburgh Penguins |
| Maurice ‚Rocket‘ Richard Trophy       | Sidney Crosby             | Pittsburgh Penguins |
| Maurice ‚Rocket‘ Richard Trophy       | Steven Stamkos            | Tampa Bay Lightning |
| NHL Foundation Player Award           | Ryan Miller               | Buffalo Sabres      |
| NHL General Manager of the Year Award | Don Maloney               | Phoenix Coyotes     |
| NHL Lifetime Achievement Award        |                           |                     |
| NHL Plus/Minus Award (inoffiziell)    | Jeff Schultz              | Washington Capitals |
| Roger Crozier Saving Grace Award      | Tuukka Rask               | Boston Bruins       |
| Ted Lindsay Award                     | Alexander Owetschkin      | Washington Capitals |
| Vezina Trophy                         | Ryan Miller               | Buffalo Sabres      |
| William M. Jennings Trophy            | Martin Brodeur            | New Jersey Devils   |
| Presidents’ Trophy                    | Presidents’ Trophy        | Washington Capitals |
| Prince of Wales Trophy                | Prince of Wales Trophy    | Philadelphia Flyers |
| Clarence S. Campbell Bowl             | Clarence S. Campbell Bowl | Chicago Blackhawks  |
| Stanley Cup                           | Stanley Cup               | Chicago Blackhawks  |

### NHL All-Star Teams

#### NHL First All-Star Team
Abkürzungen: GP = Spiele, G = Tore, A = Assists, Pts = Punkte, W = Siege, SO = Shutouts, GAA = Gegentorschnitt
| Spieler              | Position      | Team                | GP | G  | A  | Pts |
| -------------------- | ------------- | ------------------- | -- | -- | -- | --- |
| Henrik Sedin         | Center        | Vancouver Canucks   | 82 | 29 | 83 | 112 |
| Alexander Owetschkin | Flügelstürmer | Washington Capitals | 72 | 50 | 59 | 109 |
| Patrick Kane         | Flügelstürmer | Chicago Blackhawks  | 82 | 30 | 58 | 88  |
| Mike Green           | Verteidiger   | Washington Capitals | 75 | 19 | 57 | 76  |
| Duncan Keith         | Verteidiger   | Chicago Blackhawks  | 82 | 14 | 55 | 69  |

| Spieler     | Position | Team           | GP | W  | SO | GAA  |
| ----------- | -------- | -------------- | -- | -- | -- | ---- |
| Ryan Miller | Torhüter | Buffalo Sabres | 69 | 41 | 5  | 2,22 |

#### NHL Second All-Star Team
Abkürzungen: GP = Spiele, G = Tore, A = Assists, Pts = Punkte, W = Siege, SO = Shutouts, GAA = Gegentorschnitt
| Spieler          | Position      | Team                | GP | G  | A  | Pts |
| ---------------- | ------------- | ------------------- | -- | -- | -- | --- |
| Sidney Crosby    | Center        | Pittsburgh Penguins | 81 | 51 | 58 | 109 |
| Daniel Sedin     | Flügelstürmer | Vancouver Canucks   | 63 | 29 | 56 | 85  |
| Martin St. Louis | Flügelstürmer | Tampa Bay Lightning | 82 | 29 | 65 | 94  |
| Drew Doughty     | Verteidiger   | Los Angeles Kings   | 82 | 16 | 43 | 59  |
| Nicklas Lidström | Verteidiger   | Detroit Red Wings   | 82 | 9  | 40 | 49  |

| Spieler        | Position | Team            | GP | W  | SO | GAA  |
| -------------- | -------- | --------------- | -- | -- | -- | ---- |
| Ilja Brysgalow | Torhüter | Phoenix Coyotes | 69 | 42 | 8  | 2,29 |

#### NHL All-Rookie Team

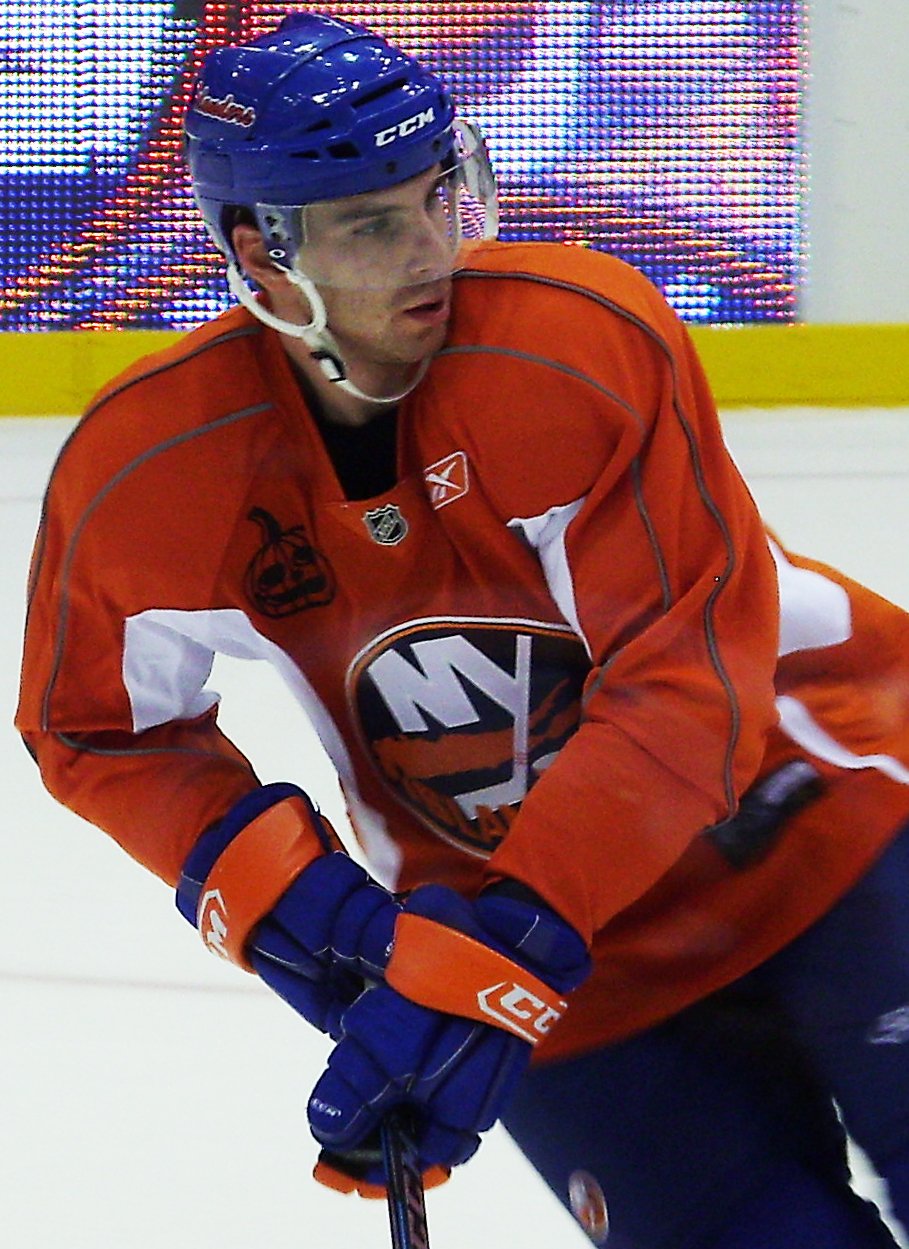
John Tavares konnte sich in dieser Saison in New York durchsetzen

Abkürzungen: GP = Spiele, G = Tore, A = Assists, Pts = Punkte, W = Siege, SO = Shutouts, GAA = Gegentorschnitt
| Spieler           | Position    | Team                                | GP | G  | A  | Pts |
| ----------------- | ----------- | ----------------------------------- | -- | -- | -- | --- |
| Niclas Bergfors   | Stürmer     | New Jersey Devils Atlanta Thrashers | 81 | 21 | 23 | 44  |
| Matt Duchene      | Stürmer     | Colorado Avalanche                  | 81 | 24 | 31 | 55  |
| John Tavares      | Stürmer     | New York Islanders                  | 82 | 24 | 30 | 54  |
| Michael Del Zotto | Verteidiger | New York Rangers                    | 80 | 9  | 28 | 37  |
| Tyler Myers       | Verteidiger | Buffalo Sabres                      | 82 | 11 | 37 | 48  |

| Spieler      | Position | Team              | GP | W  | SO | GAA  |
| ------------ | -------- | ----------------- | -- | -- | -- | ---- |
| Jimmy Howard | Torhüter | Detroit Red Wings | 63 | 37 | 3  | 2,26 |